# Studeněves
Studeněves es una localidad del distrito de Kladno en la región de Bohemia Central, República Checa, con una población estimada a principio del año 2018 de 478 habitantes. 
Se encuentra ubicada al noroeste de la región y de Praga, a poca distancia al norte del río Berounka —un afluente izquierdo del río Moldava—, y cerca de la frontera con la región de Ústí nad Labem.

## Historia
La primera mención escrita data de 1372. Hasta 1623, el pueblo fue propiedad de varios nobles de baja nobleza. En 1623, Studeněves fue anexada a la propiedad de la familia Martinic. Después de eso, la fortaleza local perdió su propósito y se convirtió en un granero durante el siglo XVIII. En el siglo XIX, hubo una gran fábrica de azúcar en Studeněves, pero dejó de existir en 1929 como resultado de la Gran Depresión.